# Henry Herbert, 2:e earl av Pembroke
Henry Herbert, 2:e earl av Pembroke, född omkring 1534, död den 19 januari 1601, var en engelsk earl, son till William Herbert, 1:e earl av Pembroke (1501-1570), far till William Herbert, 3:e earl av Pembroke och till Philip Herbert, 4:e earl av Pembroke. 
Pembroke utnämndes av drottning Elisabet 1586 till ståthållare i Wales. Hans äktenskap med lady Catherine Grey hade upplösts redan 1554. 
Herberts tredje hustru, poeten Mary Herbert, grevinna av Pembroke, född omkring 1555, död 1621, var syster till skalden sir Philip Sidney samt berömd och besjungen för sin skönhet och som beskyddare åt samtidens skalder (till exempel Spenser, Daniel, Donne och Ben Jonson). Ben Jonson ägnade henne ett vackert epitafium.